# Roodrugmierpitta
De roodrugmierpitta (Grallaria hypoleuca) is een zangvogel uit de familie Grallariidae (mierpitta's).

## Verspreiding en leefgebied
Deze soort komt voor van Colombia tot Peru en telt twee ondersoorten:
- G. h. castanea: zuidelijk-centraal Colombia, oostelijk Ecuador en noordelijk Peru
- G. h. hypoleuca: oostelijk Colombia.